# ريان بينيت (رجل أعمال)
ريان بينيت (بالإنجليزية: Ryan Bennett)‏ هو شخصية أعمال أمريكي، ولد في 20 أغسطس 1970 في أوغدن في الولايات المتحدة، وتوفي في 31 مايو 2006 في فيلمور في الولايات المتحدة.